# 1295 w polityce

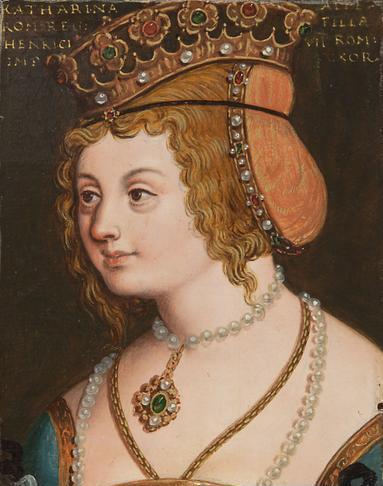
Katarzyna Habsburg

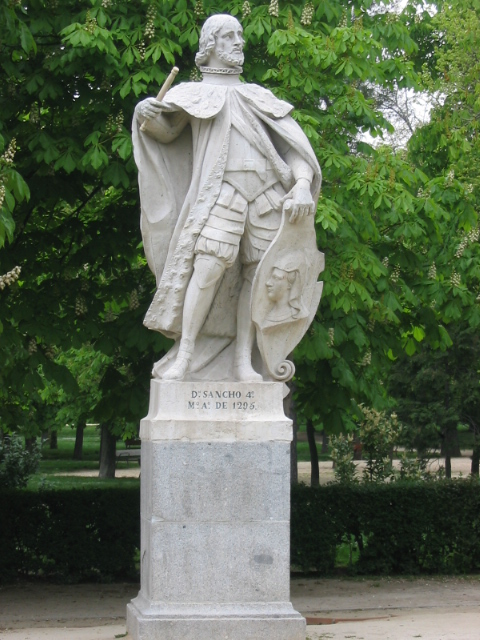
Sancho IV Odważny

Wydarzenia polityczne w 1295 roku.

## Wydarzenia
- 26 czerwca Przemysł II został koronowany na króla Polski jako pierwszy władca po okresie rozbicia dzielnicowego kraju[1][2].
- Francja zawarła pokój z Aragonią[3].

## Urodzili się
- Katarzyna Habsburg, księżniczka austriacka[4].

## Zmarli
- Sancho IV Odważny, król Kastylii i Leónu[5].
- Małgorzata Prowansalska, królowa Francji[6].